# Kaziwera
Kaziwera (gr. Καζιβερα, tur. Gaziveren) – wieś na Cyprze, w dystrykcie Nikozja.